# Azteca olitrix
Azteca olitrix är en myrart som beskrevs av Auguste-Henri Forel 1904. Azteca olitrix ingår i släktet Azteca och familjen myror. Inga underarter finns listade.